# Chrysosomopsis vicina
Chrysosomopsis vicina är en tvåvingeart som först beskrevs av Louis-Paul Mesnil 1953. Chrysosomopsis vicina ingår i släktet Chrysosomopsis och familjen parasitflugor.
Artens utbredningsområde är Myanmar. Inga underarter finns listade i Catalogue of Life.